# یواس‌اس پایپ‌استون (ای‌کی-۲۰۳)
یواس‌اس پایپ‌استون (ای‌کی-۲۰۳) (به انگلیسی: USS Pipestone (AK-203)) یک کشتی بود که طول آن 388' 8" بود. این کشتی در سال ۱۹۴۵ ساخته شد.